# Реад
Реад — дворянский род.
Происходит из Англии, откуда Яков Александрович Реад выехал в Россию и вступил на службу при Петре Великом (1716); он был начальником Смоленского артиллерийского гарнизона, уволен в отставку генерал-майором. Реад, Николай Андреевич приходится ему правнуком.
Род Реад внесён в VI часть родословной книги Смоленской губернии.

## Описание герба
В щите, имеющем красное поле, изображено серебряное стропило, над оным по сторонам две серебряных шестиугольных звезды, а под стропилом цветок.
Щит увенчан дворянскими шлемом и короною, из коей виден выходящий олень. Намёт на щите красный и голубой, подложенный серебром. (Гербовник, X, 117)